# Євробачення Юних Танцюристів
Євробачення Юних Танцюристів — танцювальний конкурс серед молоді віком від 15 до 20 років, який організовується Європейською Мовною Спілкою та національною телерадіокомпанією країни-організатора конкурсу і проводиться раз на два роки починаючи з 1985 року. Брати участь у конкурсі мають право країни, які є повноправними (активними) членами Європейської Мовної Спілки так і асоційованими членами. Право на трансляцію конкурсу мають країни-учасниці конкурсу в поточному році, та країни яким Європейська Мовна Спілка надасть право на трансляцію. Перший конкурс «Євробачення Юних Танцюристів» відбувся 16 червня 1985 року в Реджо-нель-Емілія, Італія. В 2007 та в 2009 роках конкурс не проводився через малу кількість країн, охочих взяти участь у конкурсі.

## Перший конкурс
Перший конкурс «Євробачення Юних Танцюристів» відбувся 16 червня 1985 року в Реджо-нель-Емілія, Італія. В ньому брали участь 11 країн : Норвегія, Швейцарія, Нідерланди, ФРН, Італія, Швеція, Франція, Іспанія, Фінляндія, Бельгія та Велика Британія. Першою країною яка здобула перемогу на конкурсі «Євробачення Юних Танцюристів» стала Іспанія, яку представляв Arantxa Argüelles.
Докладнішу інформацію про перший конкурс дивись у статті Євробачення Юних Танцюристів 1985.

## Правила конкурсу

### Загальні правила
1. Країну-господаря конкурсу Європейська Мовна Спілка обирає на засіданні організаційної ради конкурсу. На засіданнях організаційної ради конкурсу, які проводяться до призначеної дати фіналу конкурсу, затверджуються головна арена, візуальний дизайн (логотип) та дизайн сцени конкурсу;
2. Брати участь у конкурсі має право країна. яка є повноправним (активним) та асоційованим членом Європейської Мовної Спілки;
3. Прийом заявок від країн на участь у конкурсі відбувається до дати, встановленої Європейською Мовною Спілкою (ЄМС);
4. Після офіційної подачі заявки на участь, країна-учасник конкурсу повинна провести відкритий або закритий національний відбір (Закритий Національний Відбір — національна телерадіокомпанія країни-учасниці сама призначає представника на конкурс; Відкритий Національний Відбір — представник країни на конкурсі обирається шляхом телеголосування);
5. Країна-учасник конкурсу повинна провести національний відбір до дати встановленої Європейською Мовною Спілкою (ЄМС);
6. Переможець конкурсу визначається у фінальній дуелі шляхом голосування журі.

### Вимоги до учасників
1. Брати участь у конкурсі може учасник (представник), якому на момент участі у конкурсі виповнилося від 15 до 21 року;
2. Учасник (представник країни) може виступати на конкурсі одиночно або як танцювальна пара;
3. Учасник (представник країни) повинен бути не професіональним танцівником;

## Історія конкурсу

### Країни-учасниці
| Рік  | Дебют |
| ---- | --- |
| 1985 | Бельгія, Велика Британія, Іспанія, Італія, Нідерланди, Норвегія, Фінляндія, Франція, ФРН, Швейцарія, Швеція |
| 1987 | Австрія, Данія, Канада, Югославія                                                                           |
| 1991 | Болгарія |
| 1993 | Польща |
| 1995 | Греція, Росія                                                                                               |
| 1997 | Латвія, Словаччина                                                                                          |
| 2001 | Кіпр, Естонія                                                                                               |
| 2003 | Румунія, Україна, Чехія                                                                                     |
| 2011 | Косово, Португалія, Словенія, Хорватія                                                                      |

| Рік  | Відмова від участі                                          |
| ---- | ----------------------------------------------------------- |
| 1989 | Австрія, Італія, Канада, Норвегія, Югославія                |
| 1991 | Бельгія, Велика Британія, Фінляндія                         |
| 1993 | Болгарія, Данія, Нідерланди                                 |
| 1995 | Німеччина, Фінляндія                                        |
| 1997 | Австрія, Греція, Росія, Швейцарія                           |
| 1999 | Словаччина                                                  |
| 2001 | Іспанія, Латвія, Франція                                    |
| 2003 | Бельгія, Велика Британія, Кіпр, Німеччина, Польща           |
| 2005 | Естонія, Україна, Швейцарія                                 |
| 2011 | Бельгія, Велика Британія, Латвія, Румунія, Фінляндія, Чехія |

| Рік  | Повернення                       |
| ---- | -------------------------------- |
| 1993 | Австрія, Фінляндія               |
| 1995 | Бельгія                          |
| 1997 | Фінляндія                        |
| 1999 | Греція, Нідерланди, Німеччина    |
| 2001 | Велика Британія                  |
| 2003 | Латвія, Швейцарія                |
| 2005 | Бельгія, Велика Британія, Польща |
| 2011 | Німеччина, Норвегія              |

### Переможці
| Рік  | Переможець        | Учасник                                      | Друге місце     | Третє місце          | Дата                   | Арена                   | Країна та місто          |
| 1985 | Іспанія           | Arantxa Argüelles                            | Норвегія        | Швеція               | 16 червня 1985         | Teatro Municipale       | Італія Реджо-нель-Емілія |
| 1987 | Данія             | Rose Gad Poulsen та Nikolaj Hübbe            | Швейцарія       | ФРН                  | 31 травня 1987         | Schlosstheater          | ФРН Шветцінген           |
| 1989 | Франція           | Agnès Letestu                                | Велика Британія | Швейцарія та Іспанія | 28 червня 1989         | невідомо                | Франція Париж            |
| 1991 | Іспанія           | Amaya Iglesias                               | Франція         | Данія                | 5 червня 1991          | невідомо                | Фінляндія Гельсінкі      |
| 1993 | Іспанія           | Zenaida Yanowsky                             | Швейцарія       | Австрія та Франція   | 15 червня 1993         | невідомо                | Швеція Стокгольм         |
| 1995 | Іспанія           | Jesus Pastor Sauquillo та Ruth Miro Salvador | Швеція          | Бельгія              | 6 червня 1995          | невідомо                | Швейцарія Лозанна        |
| 1997 | Іспанія           | Antonio Carmena San José                     | Бельгія         | Швеція               | 17 червня 1997         | невідомо                | Польща Гданськ           |
| 1999 | Німеччина Франція | Katja Wunsche Yohan Stegli                   | Швеція          | Іспанія              | 10 липня 1999          | невідомо                | Франція Ліон             |
| 2001 | Польща            | Dawid Kupinski та Marcin Kupinski            | Бельгія         | Нідерланди           | 18—24 червня 2001      | Linbury Studio Theatre  | Велика Британія Лондон   |
| 2003 | Україна           | Jerlin Ndudi                                 | Швеція          | Чехія                | 29 червня—4 липня 2003 | Stadsschouwburg Theatre | Нідерланди Амстердам     |
| 2005 | Нідерланди        | Milou Nuyens                                 | Польща          | Бельгія              | 24 червня 2005         | National Theatre        | Польща Варшава           |
| 2011 | Норвегія          | Daniel Sarr                                  | Словенія        | немає                | 24 червня 2011         | Dansens Hus             | Норвегія Осло            |